# Înger și demon (film din 2001)
Înger și demon (titlu original: Frailty) este un film thriller-psihologic din 2001 regizat de Bill Paxton. În rolurile principale joacă actorii Bill Paxton, Matthew McConaughey, Powers Boothe, Matt O'Leary, Jeremy Sumpter și Levi Kreis. În 2002, a fost nominalizat la Premiul Saturn pentru cel mai bun film de groază, premiu câștigat de filmul Avertizarea.

## Prezentare
Agentul FBI Wesley Doyle este surprins de declarația spontană a tânărului Fenton Meiks. Acesta îi povestește cum halucinațiile tatălui său de a avea o misiune divină ca înger răzbunător al Domnului l-au făcut pe el și fratele său Adam  complici la uciderea unor așa-ziși demoni de către tatăl său. Dar atunci când Doyle acceptă ca Fenton să-i arate locul în care se află îngropate victimele, are loc o schimbare de situație plină de cruzime.

## Distribuție
- Bill Paxton - Dad Meiks
- Matthew McConaughey - Fenton Meiks
- Powers Boothe - Agent FBI  Wesley Doyle
- Matt O'Leary - tânărul Fenton
- Jeremy Sumpter - tânărul Adam
- Luke Askew - Șerif Smalls
- Levi Kreis - Fenton Meiks
- Derk Cheetwood - Agent Griffin Hull
- Missy Crider - Becky Meiks (ca Melissa Crider)
- Alan Davidson - Brad White
- Cynthia Ettinger - Cynthia Harbridge
- Vincent Chase - Edward March
- Gwen McGee - Telefonista
- Edmond Scott Ratliff - Îngerul
- Rebecca Tilney - Profesoara